# Rothschild (Wisconsin)
Rothschild es una villa ubicada en el condado de Marathon en el estado estadounidense de Wisconsin. En el Censo de 2010 tenía una población de 5.269 habitantes y una densidad poblacional de 294,58 personas por km².

## Geografía
Rothschild se encuentra ubicada en las coordenadas 44°52′27″N 89°36′44″O / 44.87417, -89.61222. Según la Oficina del Censo de los Estados Unidos, Rothschild tiene una superficie total de 17.89 km², de la cual 16.92 km² corresponden a tierra firme y (5.4%) 0.97 km² es agua.

## Demografía
Según el censo de 2010, había 5.269 personas residiendo en Rothschild. La densidad de población era de 294,58 hab./km². De los 5.269 habitantes, Rothschild estaba compuesto por el 93.93% blancos, el 0.47% eran afroamericanos, el 0.27% eran amerindios, el 3.76% eran asiáticos, el 0.04% eran isleños del Pacífico, el 0.23% eran de otras razas y el 1.31% pertenecían a dos o más razas. Del total de la población el 1.16% eran hispanos o latinos de cualquier raza.